# Principe van fossielopeenvolging
Het principe van fossielopeenvolging is een principe uit de stratigrafie en historische geologie dat fossielen in gesteentelagen voorkomen in een vaste, specifieke volgorde die overal ter wereld in grote lijnen hetzelfde is. Een fossiel van een mensachtige zal bijvoorbeeld nooit in dezelfde laag voorkomen als een fossiel van een dinosauriër, omdat de twee groepen in een ander tijdperk leefden.

## Historische achtergrond
Dit principe werd voor het eerst ontdekt en op grote schaal toegepast door de mijnbouwkundige en geoloog William Smith rond 1790. Smith combineerde het principe van fossielopeenvolging met het principe van superpositie, dat stelt dat onderliggende lagen ouder zijn. Hij gebruikte de twee principes vooral om steenkoolhoudende lagen in kaart te brengen, maar de nieuwe methode zou een grote invloed op de geologie hebben. Door de ontdekking van het principe van fossielopeenvolging werd het mogelijk gesteentelagen relatief te dateren, dat wil zeggen ze in te delen langs een tijdschaal.
In de eerste helft van de 19e eeuw legden geologen de precieze volgorde van fossielen beter vast. De opeenvolging bleek op alle continenten ongeveer hetzelfde te verlopen, hoewel de details per continent verschillen. Sedimentaire gesteenten konden nu gebruikt worden als een geologisch archief, waaruit de geschiedenis van de Aarde te herleiden valt. Smiths leerling John Phillips deelde het geologisch archief in in drie delen, die hij Paleozoïcum (oude fauna), Mesozoïcum (middenfauna) en Cenozoïcum (nieuwe fauna) noemde. Anderen maakten kleinere indelingen, die tegenwoordig systemen genoemd worden. Men had echter geen goede verklaring waarom de opeenvolging van fossielen overal hetzelfde was. In 1796 had Georges Cuvier aangetoond dat soorten kunnen uitsterven, en zijn hypothese van catastrofisme stelde dat aan het einde van elk tijdperk veel soorten uitstierven als gevolg van een grote ramp. Hoe nieuwe soorten ontstonden was echter een raadsel. Vroege ideeën over evolutie zoals de transmutatietheorie van Jean-Baptiste de Lamarck werden over het algemeen niet serieus genomen.
De verklaring voor het verschijnen van soorten kwam met de evolutietheorie van Charles Darwin. Deze theorie voorspelt dat elke fossiele (of nog levende) soort voorouders moet hebben met oudere, minder sterk aangepaste eigenschappen. Zo voorspelden paleontologen dat vogels voorouders moeten hebben gehad die op dinosauriërs leken en primitieve veren hadden. Deze voorouders zijn later ontdekt in de vorm van fossielen van gevederde dinosauriërs, die niet konden vliegen.